# Dirachma socotrana
Dirachma socotrana, jedena od dviju biljnih vrsta porodice Dirachmaceae koju čini rod Dirachma. Ovo malo stablo ili grm raste samo na otoku Sokotra a ograničeno je na nekoliko dolina na istočnim planinama Haggier i susjednim vapnenačkim brdima, uglavnom u gustoj polulistopadnoj šumi na nadmorskoj visini od 280-1000 m.
Cvjeta u ljeto od ožujka do travnja, tada je najuočljivije jer je prekriveno bijelim cvjetovima.

## Ugroženost
Točan broj ovog rijetkog drveta nije poznat. Tere nska bovija istraživabnja pokazala su da je prilično uobičajeno na barem jednoj lokaciji. Sada su poznate tri podpopulacije s površinom popunjenosti od oko 50 km². Na glavnim lokacijama (u zapadnim i središnjim planinama Haggier) stabla su relativno obilna i aktivno se regeneriraju. Međutim, na ostalim lokalitetima stablo je rijetko i mogućnost je da mu se broj smanjuje. Najugroženije je u vrijeme suše od strane koza koje mu gule koru.
Drvo mrtvog stabla sakuplja se za aromatski dim koji proizvodi kad se spali. Iako se nude male količine za prodaju (kao što su mrtve šume drugih vrsta na otoku koje proizvode aromatski dim), to se ne smatra da predstavlja problem u ovom trenutku. Međutim, ako bi se potražnja za ovim mirisnim drvom povećala, to bi, naravno, ozbiljno ugrozilo opstanak stabla.